# Сукман аль-Кутби
Сукма́н (Сокмен) аль-Кутби́ (староанатол. тур. سقمان القطبي‎; ум. 1111) — основатель эмирата с центром в Хлате и династии, носившей название Ахлатшахов, а позже Шах-Арменидов. Сукман был гулямом членов семьи Сельджукидов и верно служил им. Под командованием Мухаммеда Тапара он участвовал в походах на крестоносцев в Сирии и умер от болезни под Алеппо.

## Биография
Хронисты путали Артукида Сукмана из Хаснкейфы и Сукман аль-Кутби из Хлата, которые жили в одно время. В источниках нет информации о первых годах жизни Сукман аль-Кутби.
Самые детальные сведения о Сукмане оставил Абу-ль-Фида. Согласно ему, Сукман был сельджукским эмиром тюркского происхождения  и получил прозвище аль-Кутби (Котби), поскольку когда-то был гулямом одного из представителей династии Сельджуков и вали города Маранда Исмаила Кутбэддина (Kotb ed-Din — опора веры). Исмаил был сыном Якути бен Чагры, дяди сельджукского султана Мелик-шаха, то есть двоюродным братом султана). Сестра Исмаила, Зубайда-хатун, была одной из жён Мелик-шаха.
В 1084 году султан Мелик-шах назначил Исмаила меликом Азербайджана. Сукман со своим господином пробыл в Азербайджане до 1092 года. По словам О. Турана, они завоевали любовь христиан и мусульман благодаря своему доброму правлению. После того, как султан Мелик-шах умер в 1092 году, его сын от Зубайды-хатун, Баркиярук (1092—1104), не признал султаном своего малолетнего брата Махмуда, сына другой жены Мелик-шаха, Туркан-хатун, после чего началась длительная борьба.
|        |        |        |        |        |        |        |        |        |        |       |       |       |       |       |       | Чагры-бек |           |           |           |           |           |            |            |                |                |                |                |                |                |  |  |        |        |        |        |        |        |  |  |  |  |  |  |  |  |  |  |  |  |
|        |        |        |        |        |        |        |        |        |        |       |       |       |       |       |       |           |           |           |           |           |           |            |            |                |                |                |                |                |                |  |  |        |        |        |        |        |        |  |  |  |  |  |  |  |  |  |  |  |  |
|        |        |        |        |        |        |        |        |        |        |       |       |       |       |       |       |           |           |           |           |           |           |            |            |                |                |                |                |                |                |  |  |        |        |        |        |        |        |  |  |  |  |  |  |  |  |  |  |  |  |
|        |        |        |        |        |        |        |        |        |        | Якути | Якути | Якути | Якути | Якути | Якути |           |           |           |           |           |           | Алп-Арслан | Алп-Арслан | Алп-Арслан     | Алп-Арслан     | Алп-Арслан     | Алп-Арслан     |                |                |  |  |        |        |        |        |        |        |  |  |  |  |  |  |  |  |  |  |  |  |
|        |        |        |        |        |        |        |        |        |        | Якути | Якути | Якути | Якути | Якути | Якути |           |           |           |           |           |           | Алп-Арслан | Алп-Арслан | Алп-Арслан     | Алп-Арслан     | Алп-Арслан     | Алп-Арслан     |                |                |  |  |        |        |        |        |        |        |  |  |  |  |  |  |  |  |  |  |  |  |
|        |        |        |        |        |        |        |        |        |        |       |       |       |       |       |       |           |           |           |           |           |           |            |            |                |                |                |                |                |                |  |  |        |        |        |        |        |        |  |  |  |  |  |  |  |  |  |  |  |  |
|        |        |        |        | Исмаил | Исмаил | Исмаил | Исмаил | Исмаил | Исмаил |       |       |       |       |       |       | Зубайда   | Зубайда   | Зубайда   | Зубайда   | Зубайда   | Зубайда   |            |            | Мелик-шах I    | Мелик-шах I    | Мелик-шах I    | Мелик-шах I    | Мелик-шах I    | Мелик-шах I    |  |  | Туркан | Туркан | Туркан | Туркан | Туркан | Туркан |  |  |  |  |  |  |  |  |  |  |  |  |
|        |        |        |        | Исмаил | Исмаил | Исмаил | Исмаил | Исмаил | Исмаил |       |       |       |       |       |       | Зубайда   | Зубайда   | Зубайда   | Зубайда   | Зубайда   | Зубайда   |            |            | Мелик-шах I    | Мелик-шах I    | Мелик-шах I    | Мелик-шах I    | Мелик-шах I    | Мелик-шах I    |  |  | Туркан | Туркан | Туркан | Туркан | Туркан | Туркан |  |  |  |  |  |  |  |  |  |  |  |  |
|        |        |        |        |        |        |        |        |        |        |       |       |       |       |       |       |           |           |           |           |           |           |            |            |                |                |                |                |                |                |  |  |        |        |        |        |        |        |  |  |  |  |  |  |  |  |  |  |  |  |
|        |        |        |        |        |        |        |        |        |        |       |       |       |       |       |       |           |           |           |           |           |           |            |            |                |                |                |                |                |                |  |  |        |        |        |        |        |        |  |  |  |  |  |  |  |  |  |  |  |  |
| Мевдуд | Мевдуд | Мевдуд | Мевдуд | Мевдуд | Мевдуд |        |        | Дочь   | Дочь   | Дочь  | Дочь  | Дочь  | Дочь  |       |       | Баркиярук | Баркиярук | Баркиярук | Баркиярук | Баркиярук | Баркиярук |            |            | Мухаммед Тапар | Мухаммед Тапар | Мухаммед Тапар | Мухаммед Тапар | Мухаммед Тапар | Мухаммед Тапар |  |  | Махмуд | Махмуд | Махмуд | Махмуд | Махмуд | Махмуд |  |  |  |  |  |  |  |  |  |  |  |  |
| Мевдуд | Мевдуд | Мевдуд | Мевдуд | Мевдуд | Мевдуд |        |        | Дочь   | Дочь   | Дочь  | Дочь  | Дочь  | Дочь  |       |       | Баркиярук | Баркиярук | Баркиярук | Баркиярук | Баркиярук | Баркиярук |            |            | Мухаммед Тапар | Мухаммед Тапар | Мухаммед Тапар | Мухаммед Тапар | Мухаммед Тапар | Мухаммед Тапар |  |  | Махмуд | Махмуд | Махмуд | Махмуд | Махмуд | Махмуд |  |  |  |  |  |  |  |  |  |  |  |  |
|        |        |        |        |        |        |        |        |        |        |       |       |       |       |       |       |           |           |           |           |           |           |            |            |                |                |                |                |                |                |  |  |        |        |        |        |        |        |  |  |  |  |  |  |  |  |  |  |  |  |
|        |        |        |        |        |        |        |        |        |        |       |       |       |       |       |       |           |           |           |           |           |           |            |            |                |                |                |                |                |                |  |  |        |        |        |        |        |        |  |  |  |  |  |  |  |  |  |  |  |  |

В январе 1093 года Баркиярук победил Туркан-хатун, и окружил её в Исфахане. Туркан-хатун написала Исмаилу, предлагая стать её мужем и помочь её сыну утвердиться на престоле, используя родство с Баркияруком. Кутбеддин Исмаил принял это предложение и принял участие в борьбе на стороне сына Туркан. Однако в  1094/95 году сначала, предположительно, от оспы умер Махмуд, а через месяц и Туркан-хатун. В следующем  1095/96 году Исмаил был убит (задушен эмиром Алеппо Ак-Сункуром и эмиром Эдессы Бозаном с помощью тетивы лука), после чего Сукман стал служить его сыну Мевдуду.
Баркиярук занял трон, устранив большинство соперников, но против него выступил ещё один брат, мелик Мухаммед Тапар (1105—1118). В борьбе между Баркияруком и Мухаммедом (Мухаммед Тапар пять раз восставал против Баркиарука) Мевдуд и Сукман аль-Кутби сражались на стороне Мухаммеда.
Сукман имел репутацию справедливого человека. В 1085 году Мелик-шах захватил Диярбакыр у Марванидов, и они перебрались в Хлат на берегу озера Ван. Согласно Абу-ль-Фиде, недовольные его правлением жители в  1100 году тайно связались с Сукманом и позвали его в город. Сукман приехал в Хлат, изгнал Марванидов и основал эмират, как вассал Мевдуда. Абу-ль-Фида писал, что в этот день Сукман основал государство Алатшахов. Однако, поскольку Мевдуд ещё был жив, нет сомнений в том, что Сукман управлял городом от его имени. В 1102 году Мевдуд умер, Сукман аль-Кутби продолжил верно служить Мухаммеду Тапару. Между тем борьба между Тапаром и Беркьяруком продолжалась. В  1103 году Сукман принял участие в сражении между ними у города Хой. В 1104 году долгая двенадцатилетняя борьба, ослабившая империю, закончилась, и между Беркяруком и Мухаммедом Тапаром был заключен мир. Территория Сельджукского государства была разделена на две части. Согласно соглашению, Мохаммед Тапар правил в таких районах, как Джизре, Мосул, Диярбакыр и от Дербенда до Сирии. В 1105 году, когда Мухаммед Тапар отправился в поход на Мосул и окружил эмира Джекермыша, Сукман аль-Кутби снова был с ним.
Историк Артукидов Ибн аль-Азрак аль-Фарики утверждал, что Сукман эль-Кутби вместе с эмиром Мосула Джекермышем и Мухаммедом Тапаром выступил против крестоносцев в  1105/06 году. В Эдессе они, якобы, разгромили крестоносцев. Пока европейцы препирались, кому из них должны достаться ещё не завоёванные земли, тюрки выступили против них единым фронтом. Не ожидавшие серьёзного отпора христиане потерпели сокрушительное поражение, Боэмунд и Танкред спаслись бегством, Жослен был взят в плен. Согласно Ибн аль-Асиру, кроме главнокомандующих, спаслись только шесть рыцарей, три тысячи погибло. Однако другие историки указывали, что в разгроме крестоносцев участвовал другой Сукман — Артукид, хаким Хасанкейфа.
Согласно «Хронике» армянского историка Матвея Эдесского «в начале 557 года (22 февраля 1108 года — 20 февраля 1109 года) персы собрали новую армию, состоящую из шести тысяч воинов всех элит, под командованием своего султана» для похода на Грузию. Итогом стала полная победа грузин, захвативших в плен, в том числе, и некоего «султана Армении». После триумфа пленников отпустили. Имя этого султана не указано. Переводчик и комментатор Матвея Э. Доларье полагал, что так автор назвал Сукмана.
В ноябре 1108 (25-го Джумада аль-уля 502) года Сукман аль-Кутби без кровопролития отнял у Мерванидов Майяфарикин. Осада продолжалась шесть месяцев, жители города испытывали нехватку продовольствия, и атабек города Джимирташ был вынужден сдать город Сукману. Согласно информации, предоставленной Ибн аль-Азраком, дата сдачи города — май 1109 года. Сообщение Ибн аль-Азрака о захвате Майяфарикина после длительной осады в 1109 году подтверждается и другими авторами (1108/09). Согласно Ибн аль-Каланиси, «после нескольких месяцев осады Майяфарикина заставил город капитулировать после того, как запасы продовольствия в нём закончились и жители начали голодать». Войдя в город, Сукман аль-Кутби приказал, чтобы с людьми хорошо обращались и снизил налоги. Сына своего раба Гуза он назначил вали, а ходжу Эсируддина — кади города.
Согласно Ибн ал-Адиму в  1109/10 году Сукману написал Мухаммед Тапар. Султан звал эмира присоединиться к походу на крестоносцев. В связи с тем, что крестоносцы заняли сирийское побережье и территорию Палестины, Мухаммед Тапар организовывал поход на Эдессу. Кроме Сукмана аль-Кутби Мухаммед позвал эмира Мардина Артукида Иль-Гази, эмира Мосула Мавдуда, хакима Мераге Ахмедила, Бурсукогуллары Иль-Беги, Имадеддина Занги.
По словам Ибн аль-Каланиси, из-за какого-то старого конфликта Иль-Гази таил враждебные чувства к Сукману аль-Кутби. Во время осады Эдессы (Аль-Рухи) они вновь вспыхнули. После захвата добычи Сукман ал Кутби и Иль-Гази повздорили то ли из-за Маяфарикина и Мардина, то ли из-за Харрана. По мнению К. Каэна, конфликт был неизбежен, поскольку эмиры претендовали на одни и те же территории. Сукман не смог захватить Иль-Гази, скрывшегося со своим войском, тогда он пленил племянника Иль-Гази Балака и в кожаном мешке отправил в крепость Айциц около Муша. Освобождён Балак был лишь после смерти Сукмана.
Сукман аль-Кутби, который участвовал в этой кампании во главе своей армии, заболел у Алеппо и решил отступить. По пути домой в Хлат в сентябре-октябре 1111 года (1112/13) в городе Балис Сукман скончался, его товарищи положили его в гроб, и продолжили дорогу, забрав его с собой. Узнав об этом Иль-Гази напал на них во время перехода. Войска Сукмана окружили со всех сторон гроб и дали отпор Иль-Гази. Он сбежал, а войска Сукмана вернулись в свою страну, доставив тело Сукмана в Майяфарикин, а затем в Хлат для захоронения. Хаким Мераги Ахмедил обрадовался известию о смерти Ахлатшаха и ожидал, что Мухаммед Тапар отдаст ему территории Сукмана, но он вскоре сам был убит.
Созданное Сукманом государство Ахлатшахов к моменту его смерти включало в себя следующие города: Хлат, Тебриз, Эрджиш, Адильджеваз, Майяфарикин, Манцикерт, Муш, Ван, Беркри и Вастан. Вероятно, крепости между Тебризом и Хлатом тоже находились под контролем Ахлатшаха. Его территория простиралась до Майяфарикина на юге, Карса на севере и Тебриза на востоке.
Во время его правления в Хлате развивалась торговля. Согласно Ибн аль-Азраку в  1113 году принадлежавшие Ахлатшаху корабли затонули в Чёрном море, на них утонули жители города. Это свидетельствует, что уже при Сукмане торговцы Хлата дошли до Чёрного мор .
Женой Сукмана была Инанч-хатун, дочь Оркомаза, она также сыграла важную роль в истории Хлата. У Сукмана и Инанч были сыновья Ибрагим и Ахмед. Также известно, что у них была дочь, на которой в 1133 или  1134/35 году женился Имадеддин Занги.

## Комментарий
1. ↑  В таблице не представлены дети Алп-Арслана, не упомянутые в статье.
2. ↑  В таблице не представлены дети Мелик-шаха, не упомянутые в статье.
3. ↑  «Великий эмир Востока, Сулейман, схватил Эмира Балака [Нур ад-Даула Балик], посадил его в железные оковы, забрал и поместил в тюрьму в крепость Айтситс в Тароне»[26]).
4. ↑  К. Каэн полагал, что Балака держали не в крепости Айциц, а в крепости Эрджиш[27].
5. ↑  Балис — город на западном берегу Евфрата[29].

По словам Абу-ль Фиды, Балис раньше был портом сирийцев, откуда они плыли вниз по реке в районы Ассирии[30].

Однако, согласно Якуту, Евфрат постепенно отступил от города Балис в восточном направлении, и в шестом веке Хиджры находился в четырёх милях (парасангах) от города[31].

Абу-ль Фида писал, что Балис граничил с пустынями  Аравии и Сирии, находясь на северной оконечности каждой из них[30].

Согласно Абу-ль Фиде Балис находился почти посередине между Раккой и Халебом в 15 милях (парасангах) от Халеба и 13 от Ракки[32]
6. ↑  
  - Матвей Эдесский: «Сукман, эмир Востока, внезапно умер на своем пути, смерть, которую он заслужил хорошо и которой Господь поразил его, чтобы наказать его за то, что он так часто приносил разрушения и резню в провинции Эдесса»[33].
  - Камал ад-дин ибн ал-Адим (1192—1262): «А что касается мусульманских войск, расположившихся у Телль Башира, то они потеряли Сукмана, и говорили, что он умер после ухода оттуда»[34].
  - Смбат Спарапет: «Тогда же по дороге скоропостижно испустил дух эмир Сукман»[35].
  - Ибн аль-Каланиси: «Болезнь Сукмана аль-Кутби обострялась, и Ахмадил решил отступить, желая получить в дар от султана земли Сукмана, поскольку между ними установились определённые связи, включая брачные»[36]. Что же касается Сукмана аль-Кутби, то его болезнь становилась все тяжелее, и, оказавшись на пороге смерти, он покинул их и отправился назад в свой город. Как сообщили, по дороге, ещё не дойдя до Евфрата, он скончался. Что же касается Бурзук бен Бурзука, то его носили в паланкине, сам он не мог ни действовать, ни говорить, а Ахмадил твердо решил вернуться, поскольку крайне желал получить от султана земли Сукмана в качестве фьефа"[37].
  - Михаил Сириец: «В 1111 году /великий/ султан Гийас ад-Дин /Мухаммад I / вновь отправил Маудуда с войском против франков. Достигнув Шабахтана, они завладели многими крепостями и пошли против Эдессы. Не сумев овладеть ею, они затем безуспешно осаждали Телл-Башир и пошли к Халебу, но не смогли даже войти в его область. Они забрали с собой больного владетеля Хилата /шахармена/ Сёкмена /ал-Кутби, и тот скончался в дороге»[38].